# Секейра, Наоми
Наоми Секейра — австралийская актриса, телеведущая и певица. Наиболее известна как соведущая Адама Робертса в программ Hanging with Adam & Naomi на Disney Channel и пo главной роли в мистическом сериале для подростков «Эвермор».
Родилась 19 декабря 1994 года в Австралии. 

## Карьера
В 2014 году номинирована на Astra Award в категории Favourite Personality – Female, в 2015 году — как лучшая ведущая за программу Hanging with Adam & Naomi.
1 марта 2016 года вышел дебютный сингл певицы, Blank Paper. В том же году в продажу поступил её первый мини-альбом.

## Фильмография
| Год  |     | Русское название | Оригинальное название | Роль         |
| ---- | --- | ---------------- | --------------------- | ------------ |
| 2012 | кор | Обувная коробка  | Shoebox               | Эмили        |
| 2014 | с   | Рейк             | Rake                  | Мэй          |
| 2014 | с   | Эвермор          | Evermoor              | Тара Кроссли |
| 2017 | кор | Поймай волну     | Rip Tide              | Чика         |

## Награды и номинации
| Год  | Премия       | Номинации                                          | Результат |
| ---- | ------------ | -------------------------------------------------- | --------- |
| 2014 | ASTRA Awards | Лучшая ведущая на ТВ (Hanging With Adam and Naomi) | Номинация |
| 2015 | ASTRA Awards | Лучшая ведущая на ТВ (Hanging With Adam and Naomi) | Номинация |